# Mindbug
Mindbug, im Original Mindbug: First Contact, ist ein Karten-Duellspiel der Spieleautoren Skaff Elias, Richard Garfield, Marvin Hegen und Christian Kudahl. Das Spiel ist für zwei Personen konzipiert und erschien 2021 bei Nerdlab Games und wird seit 2022 international in mehreren Sprachversionen vertrieben. 2023 wurde es von der Jury des Kennerspiel des Jahres 2023 auf die Empfehlungsliste aufgenommen.

## Hintergrund und Ausstattung
In dem Spiel Mindbug handelt es sich um ein Duell zwischen zwei Spielern, die mit Hilfe ihrer Karten jeweils versuchen, den Gegner durch Reduktion seiner Lebenspunkte auf „0“ zu besiegen. Es ähnelt darin dem bekannten Sammelkartenspiel Magic: The Gathering von Richard Garfield. Bei Mindbug setzen die Spieler dabei Karten mit „Hybrid-Kreaturen“ ein und greifen damit ihren Gegner an. Die Kreaturenkarten besitzen neben einem Kreaturennamen jeweils einen Stärkewert (1 bis 10) sowie in der Regel auch eine Darstellung von spezifischen Fähigkeiten.
Das Spielmaterial besteht neben der Spielanleitung aus 48 Kreaturen-Karten, vier Mindbug-Karten und zwei Lebenspunktezählern.

## Spielweise
Das Spiel wird mit zwei Spielern gespielt. Zu Beginn werden die Karten gemischt und jeder Spieler bekommt zehn Karten, die er verdeckt als Nachziehstapel vor sich auslegt; alle anderen Karten werden aus dem Spiel genommen. Jeder der Spieler nimmt sich fünf seiner Karten auf die Hand. Zudem bekommt jeder Spieler zwei Mindbug-Karten und einen Lebenspunktezähler, auf dem er drei Lebenspunkte einstellt.
Das Spiel beginnt mit einem Startspieler, der durch Aufdecken des Restkartenstapels ermittelt wird. Danach spielen die Spieler abwechselnd und müssen in ihrem Zug entweder eine Karte ausspielen oder eine bereits ausliegende Karte für einen Angriff auswählen und diesen durchführen:
Wenn der Spieler eine Karte auslegen möchte, spielt er diese aus der Hand offen aus. Sein Gegner darf nun entscheiden, diese Karte durch den Einsatz einer seiner Mindbug-Karten zu übernehmen und in seine eigene Auslage zu legen, oder darauf zu verzichten. Jeder Spieler hat entsprechend zwei Mal pro Spiel die Möglichkeit, gegnerische Karten zu übernehmen und einzusetzen. Wird die Karte in eine Auslage gelegt, können Effekte mit der Kennzeichnung „Ausspielen“ aktiviert werden, auch wenn sie vom Gegner übernommen wurde. Wird eine Karte vom Gegner übernommen, verzichtet dieser zudem auf seinen eigenen Zug und der ablegende Spieler führt seinen nächsten Zug aus. Übernahmen sind auch nur möglich, wenn eine Karte durch die Ausspielen-Aktion ins Spiel kommt, nicht wenn sie bsp. durch einen Karteneffekt ins Spiel kommen.
Entscheidet sich der Spieler dafür, eine seiner ausliegenden Kreaturen zum Angriff auf seinen Gegner einzusetzen, wählt er diese aus und schiebt sie in die Richtung seines Gegners. Dieser darf entscheiden, ob er den Angriff mit einer eigenen Kreatur abblockt oder ihn durchlässt und dafür einen Lebenspunkt verliert. Wird eine Kreatur zum Blocken eingesetzt, werden die Stärkewerte der beiden Kreaturen verglichen und die schwächere Kreatur oder bei einem Gleichstand beide verlieren; sie wird aus dem Spiel genommen, wobei Karten mit dem Effekt „robust“ einen Angriff überleben und erst beim zweiten Mal sterben. Unabhängig vom Block und dem Ausgang des Kampfes werden verschiedene Eigenschaften mit der Bezeichnung „Angreifen“ sowie weitere Charakteristika aktiv und können entsprechend eingesetzt werden:
- Raserei: Wenn eine Karte mit dieser Kennzeichnung einen Angriff überlebt, darf sie im gleichen Zug erneut angreifen.
- Jäger: Der Angreifer darf anstelle des Gegners eine konkrete gegnerische Kreatur auswählen und angreifen.
- Raffiniert: Raffinierte Kreaturen dürfen nur von anderen raffinierten Kreaturen geblockt werden.
- Robust: Wenn die Karte besiegt würde, wird sie stattdessen erschöpft; sie wird erst beim zweiten Mal besiegt.
- Giftig: Giftige Kreaturen töten gegnerische Kreaturen bei einem Angriff oder Block grundsätzlich, auch wenn ihr Stärkewert geringer als der des Gegners ist; in diesem Fall werden beide Kreaturen besiegt.

Zuem gibt es Karteneigenschaften mit dauerhaften Effekten. Wird eine Kreatur besiegt können zusätzlich Eigenschaften mit der Kennzeichnung „Besiegt“ aktiviert werden.
Das Spiel endet, sobald bei einem Spieler der Lebenspunktezähler auf „0“ fällt. Dieser Spieler verliert das Spiel.

## Ausgaben und Rezeption
Mindbug: First Contact wurde von den Spieleautoren Skaff Elias, Richard Garfield, Marvin Hegen und Christian Kudahl entwickelt und erschien 2021 auf Englisch bei dem Verlag Nerdlab Games. Es wurde zudem übersetzt und 2022 auf Spanisch, Polnisch, Französisch, Italienisch, Tschechisch und Deutsch veröffentlicht.
2023 wurde Mindbug von der Jury des Kennerspiel des Jahres auf die Empfehlungsliste aufgenommen und wird vorgestellt mit den Worten: „aus dem einfachen Kartenspiel [wird] ein wahres „Mindgame“, bei dem es gilt, perfektes Timing und ein aufmerksames Studieren des Gegenübers zu beweisen.“.
2022 erschien eine erste Erweiterung für das Spiel mit dem Titel Mindbug: New Creations auf verschiedenen Sprachen mit 34 neuen Karten (12 neue Kreaturen) und sechs neuen Promokarten. Zudem ist es mit dieser Erweiterung möglich, das Spiel mit vier Spieler zu spielen. Zudem erschienen 2022 und 2023 weitere Promo-Karten, darunter auch ein Set aus zwei Karten zu den Internationalen Spieltagen 2022 in Essen.

## Belege
1. 1 2 3 4 5 6 7 8 9  
Offizielle Spielregeln für Mindbug, Nerdlab Games 2022
2. ↑  
Versionen von Mindbug: First Contact in der Datenbank BoardGameGeek; abgerufen am 8. Juni 2023.
3. ↑  
Mindbug auf der Website des Spiel des Jahres e.V.; abgerufen am 8. Juni 2023.
4. ↑  
Mindbug: New Creations in der Spieledatenbank BoardGameGeek (englisch); abgerufen am 8. Juni 2023.
5. ↑  
Erweiterungen für Mindbug: First Contact in der Datenbank BoardGameGeek; abgerufen am 8. Juni 2023.